# رام‌چرت‌مانس
رَامَچَرِتَمَانَسَ، یا شْرِی‌رَامَچَرِتَمَانَسَ (اودهی: श्रीरामचरितमानस, 𑂬𑂹𑂩𑂲𑂩𑂰𑂧𑂒𑂩𑂱𑂞𑂧𑂰𑂢𑂮) سروده‌ای حماسی در دین هندو به زبان اودهی است که در سده شانزدهم میلادی سروده شده‌است.
رشد نهضت باکتی، که نوعی دیانت مردمی و مبتنی بر دلدادگی و شور مذهبی بود، رسوم و سنت‌های برهمنی را به حاشیه راند، و از این رهگذر برخی نوشته‌های بومی ـ زبان به عرصه آیین‌های نیایشی راه یافت. از جمله، نمونه بازآفرینی‌شده‌ای از حماسه رامایانا بود به نام رام‌چریت‌مانس اثر تولْسی داس (۱۶۳۷–۱۵۱۱ م). این اثر تا حدودی توانسته‌است حماسه رامایانا والمیکی را تحت‌الشعاع قرار دهد.